# Eberschwang
Eberschwang là một đô thị thuộc huyện Ried im Innkreis thuộc bang Oberösterreich, Áo. Đô thị Eberschwang có diện tích 40,4 km², dân số thời điểm năm 3330 2006 là người.

## Hình ảnh

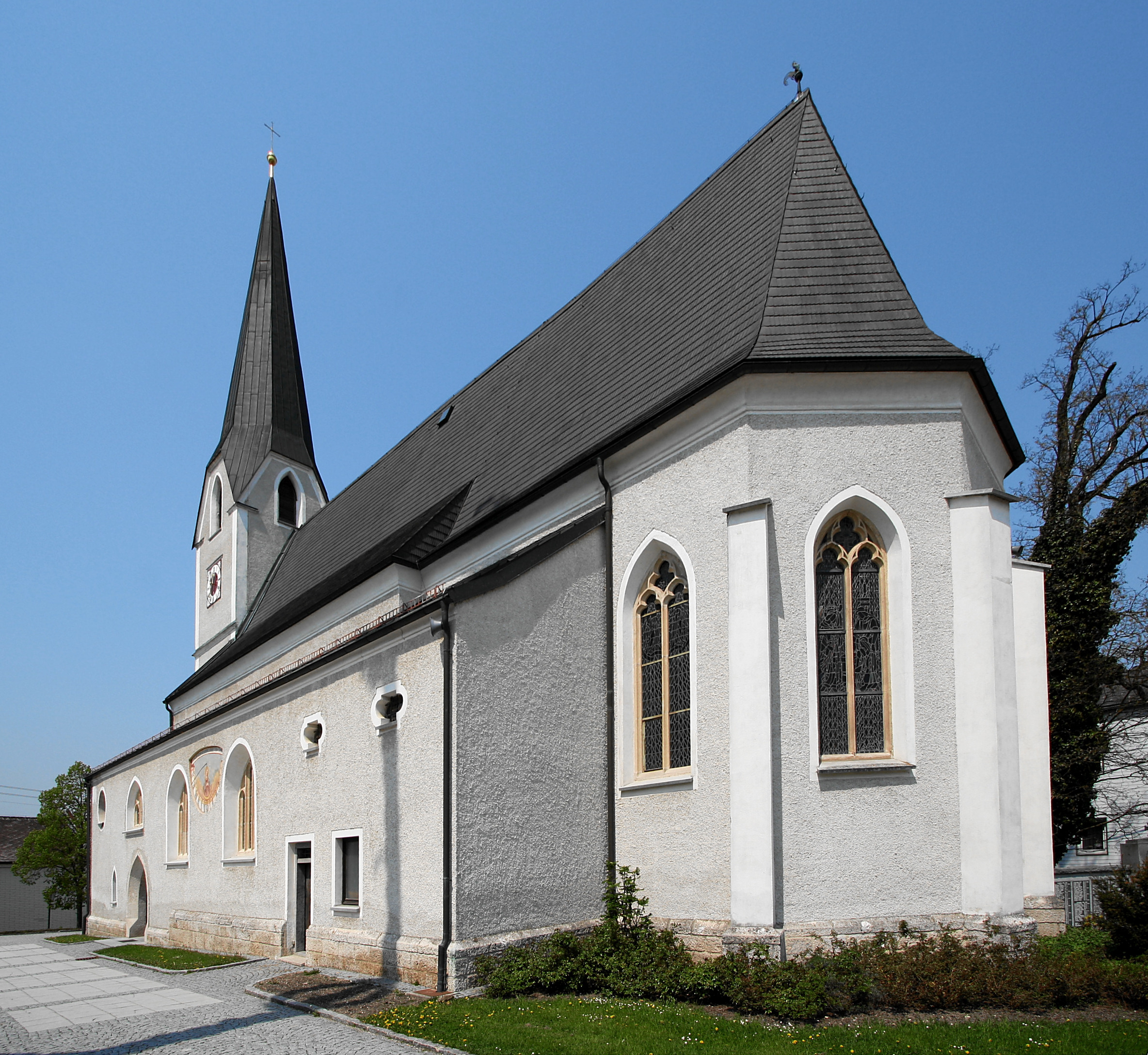
Nhà thờ Saint Michael, Eberschwang